# Visten
Visten er en fjord i Vevelstad kommune i Nordland fylke i Norge. Den har indløb fra Mindværfjorden, mellem Vistnesodden i syd og Kalvhyllodden i nord, og går 21 kilometer mod sydøst til fjordbunden i Austerfjord. Den inderste del af fjorden, indenfor Aussundet, kaldes Innervisten. Vistenfjorden er en tærskelfjord.
I dette fjordområde boede i gammel tid mange mennesker, men er i dag stort set affolket. 
Den 29. maj 2009 oprettede miljøvernminister Erik Solheim og Regjeringen Lomsdal-Visten nationalpark som omslutter Visten-fjorden, 
og inderst i fjorden har dalen fået endnu stærkere beskyttesle som Strauman landskapsvernområde der har et areal på 32 km².